# 9622 Terryjones
9622 Terryjones è un asteroide della fascia principale. Scoperto nel 1993, presenta un'orbita caratterizzata da un semiasse maggiore pari a 2,2544421 au e da un'eccentricità di 0,1936511, inclinata di 5,80502° rispetto all'eclittica.
L'asteroide è dedicato all'attore comico inglese Terry Jones, membro del gruppo Monty Python. Gli altri asteroidi dedicati ai membri del gruppo sono 9617 Grahamchapman, 9618 Johncleese, 9619 Terrygilliam, 9620 Ericidle e 9621 Michaelpalin.